# Neostorena spirafera
Neostorena spirafera är en spindelart som först beskrevs av Ludwig Carl Christian Koch 1872.  Neostorena spirafera ingår i släktet Neostorena och familjen Zodariidae.
Artens utbredningsområde är Queensland. Inga underarter finns listade i Catalogue of Life.